# 276975 Heller
276975 Heller è un asteroide della fascia principale. Scoperto nel 2004, presenta un'orbita caratterizzata da un semiasse maggiore pari a 2,7723876 UA e da un'eccentricità di 0,0846092, inclinata di 9,61986° rispetto all'eclittica.